# Casa Memorială „Iuliu Maniu” din Bădăcin
Casa memorială „Iuliu Maniu” este un monument istoric din Bădăcin, Sălaj, începută de Ioan Maniu în 1890 și extinsă de Clara Maniu și Iuliu Maniu.

## Istoric
Iuliu Maniu și-a lăsat casa părintească moștenire Bisericii Române Unite cu Roma. Imobilul a fost confiscat de autoritățile comuniste în anul 1947 și folosit ca depozit pentru îngrășăminte agricole. În anul 1998 Curtea Supremă de Justiție a României a dispus reabilitarea lui Iuliu Maniu și înlăturarea „pedepsei complementare a confiscării averii”. 
În prezent două camere ale imobilului servesc drept capelă respectiv sediu al Parohiei Române Unite Bădăcin. Aceasta a inițiat o campanie de strângere de fonduri pentru reabilitarea imobilului.
În cursul reabilitării imobilului a fost pusă în valoare o lespede romană realizată în anul 213, cu ocazia vizitei întreprinse de împăratul Caracalla în Dacia. Lespedea respectivă, încastrată în zidăria casei, a fost primită cadou de Iuliu Maniu de la sătenii din Moigrad, care o găsiseră in situ. Celelalte două lespezi identice se află la muzeul de istorie din Zalău.

## Imagini

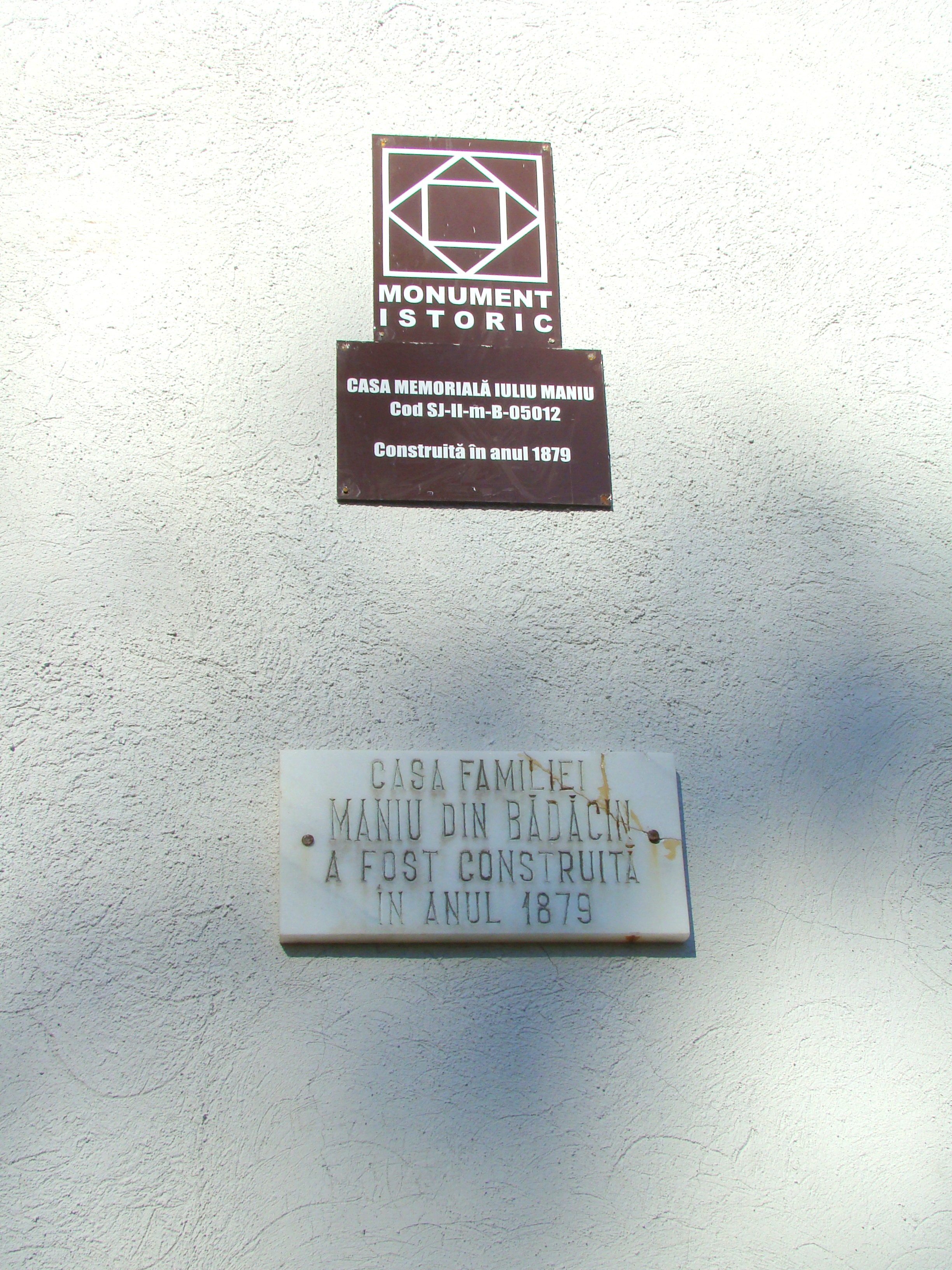
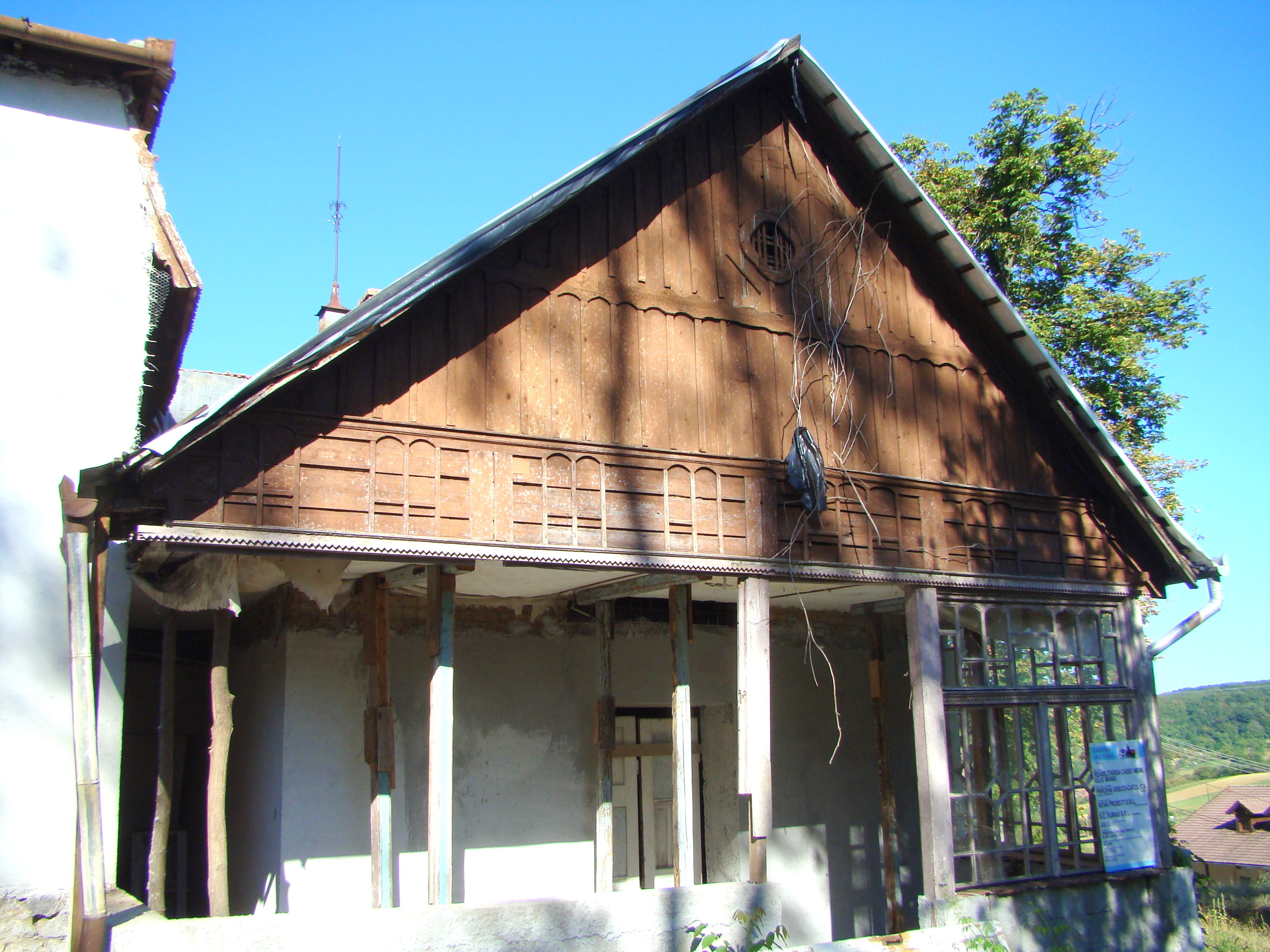
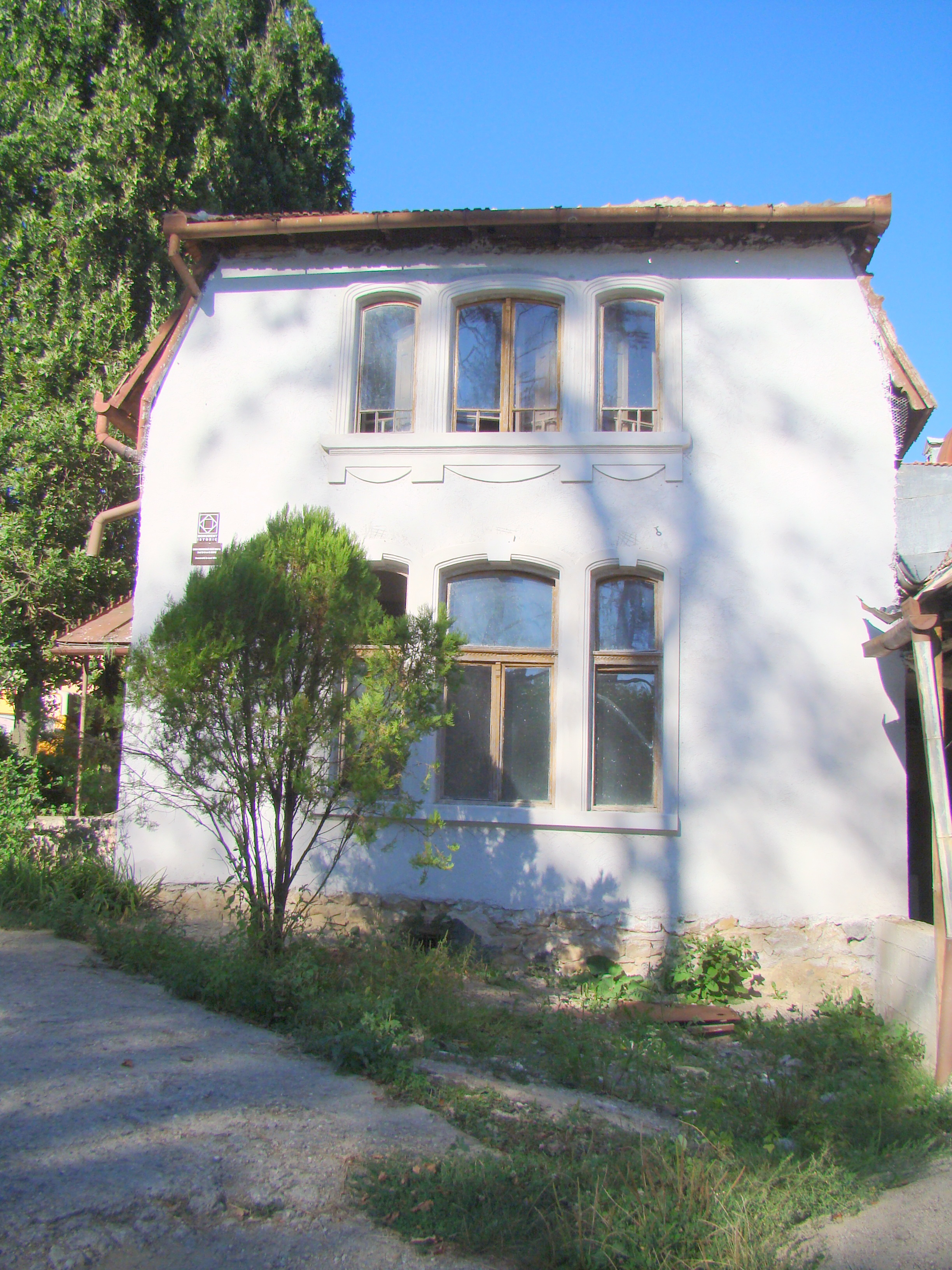
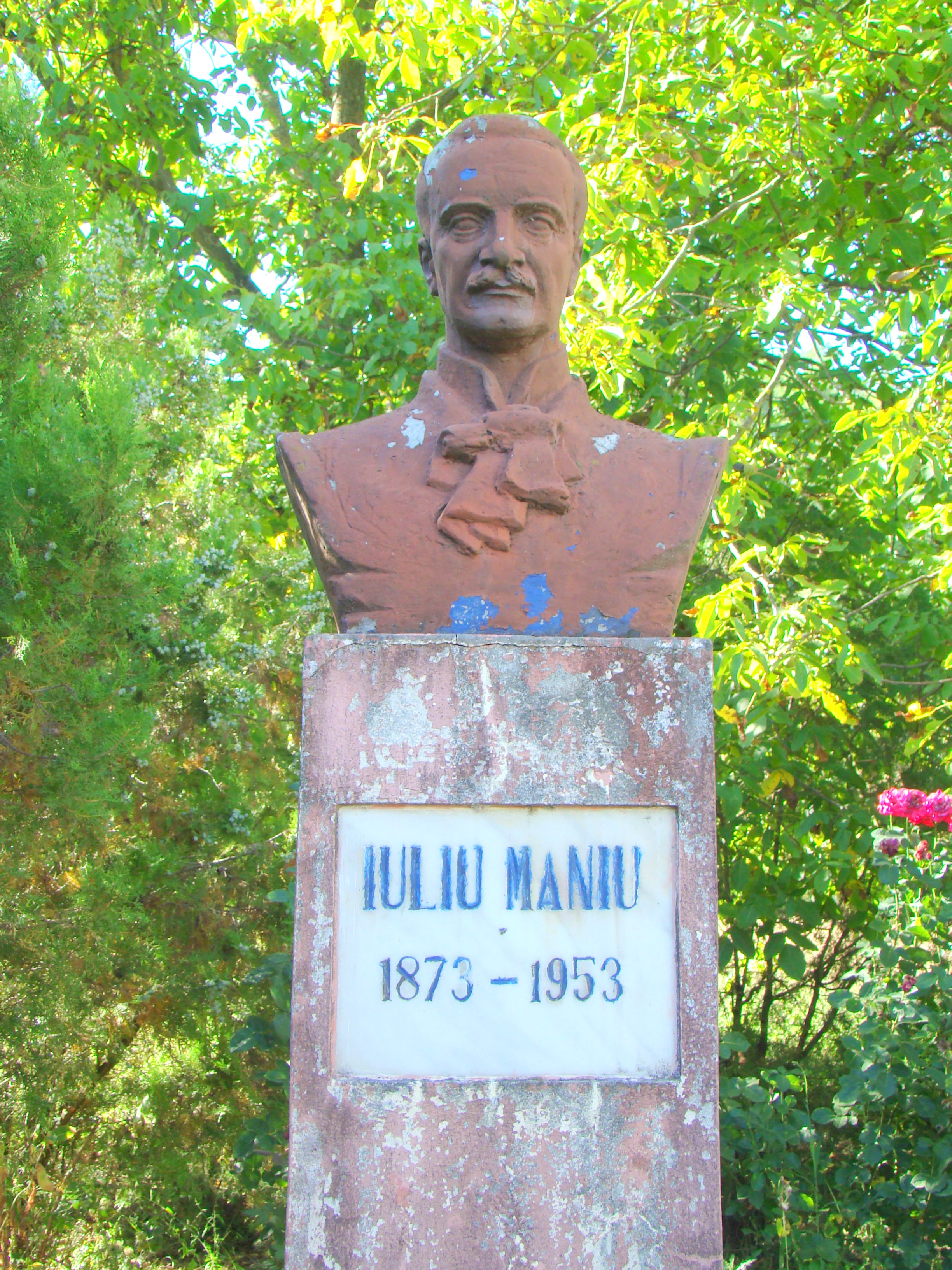
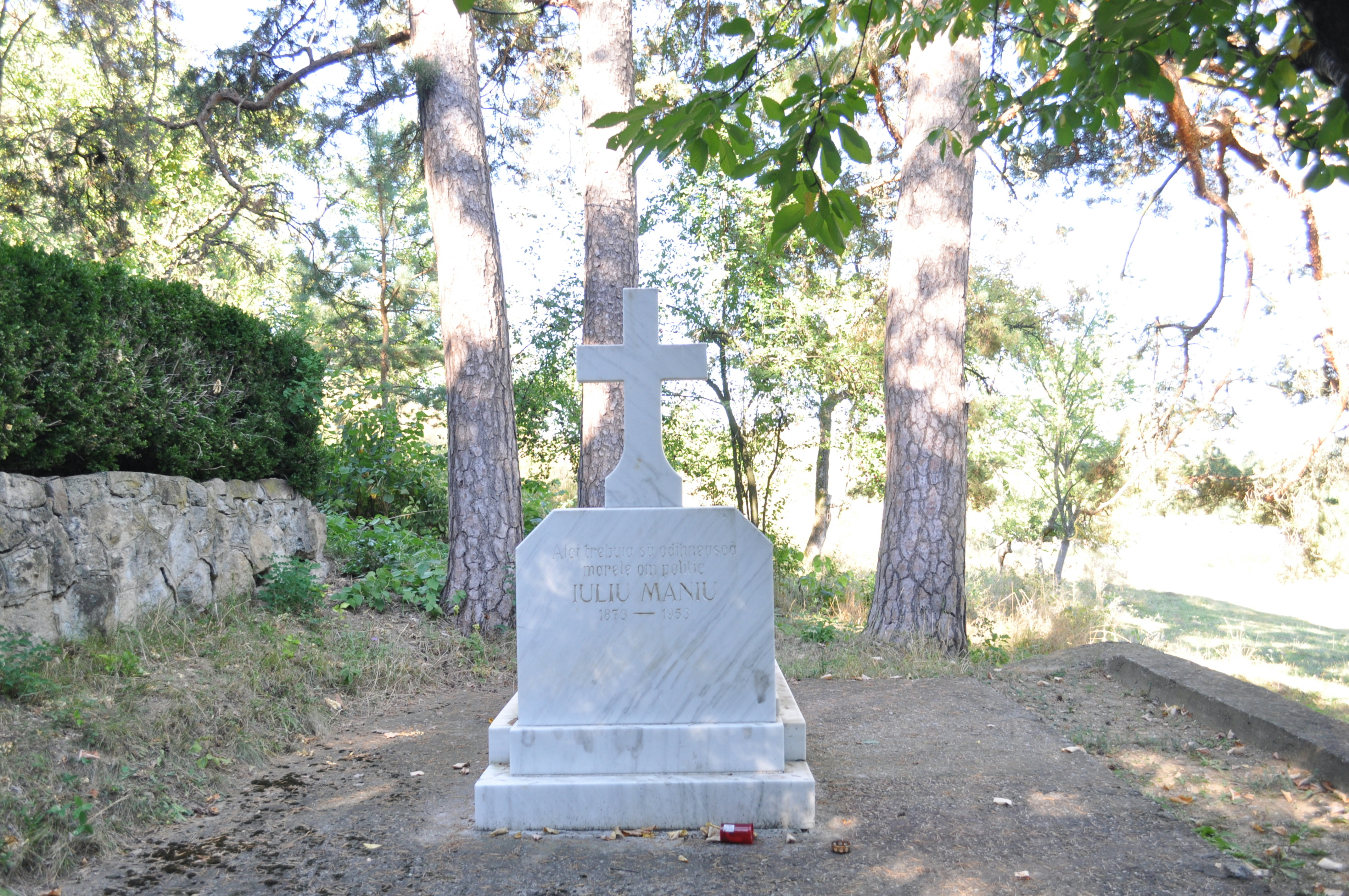
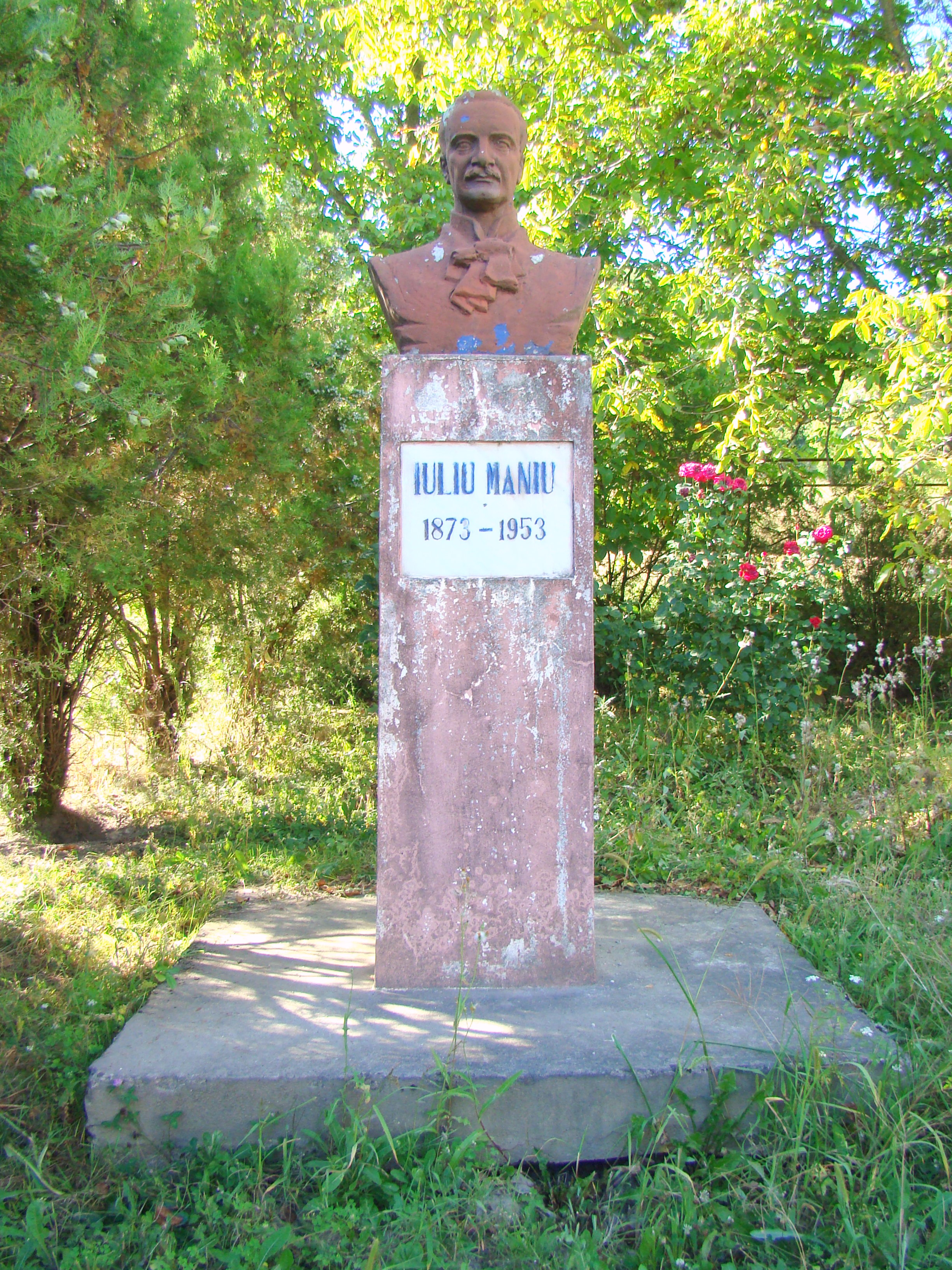
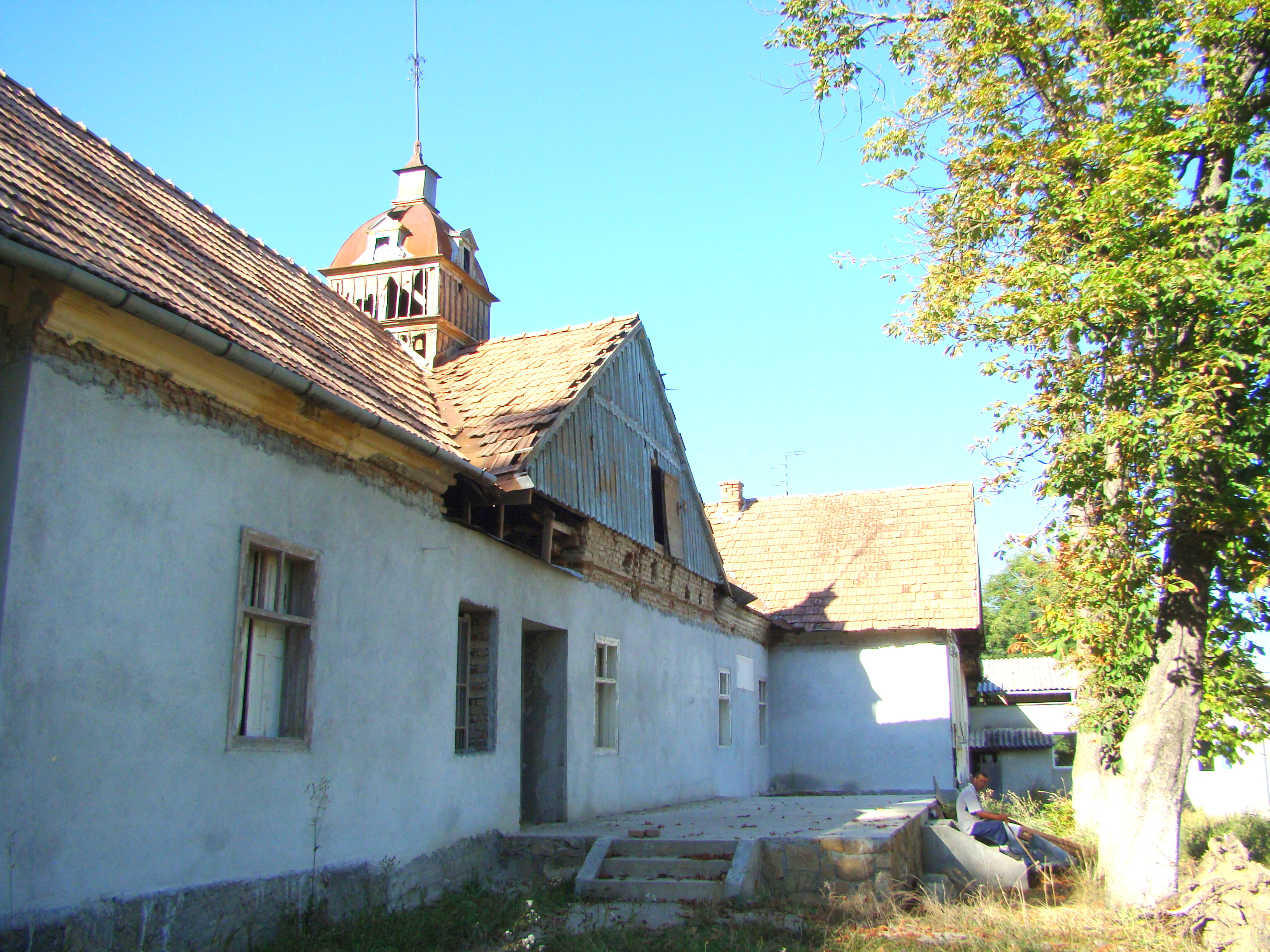
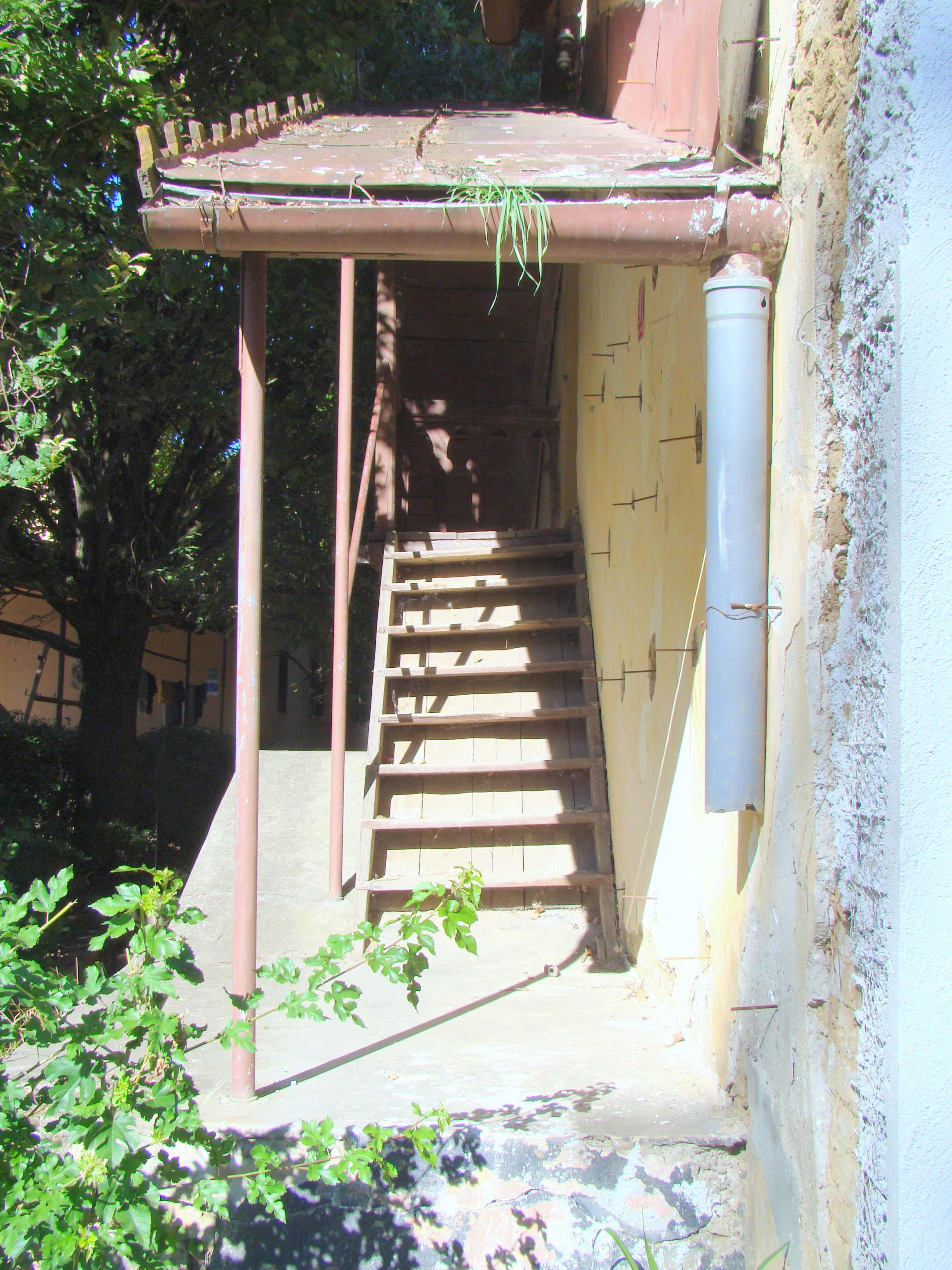
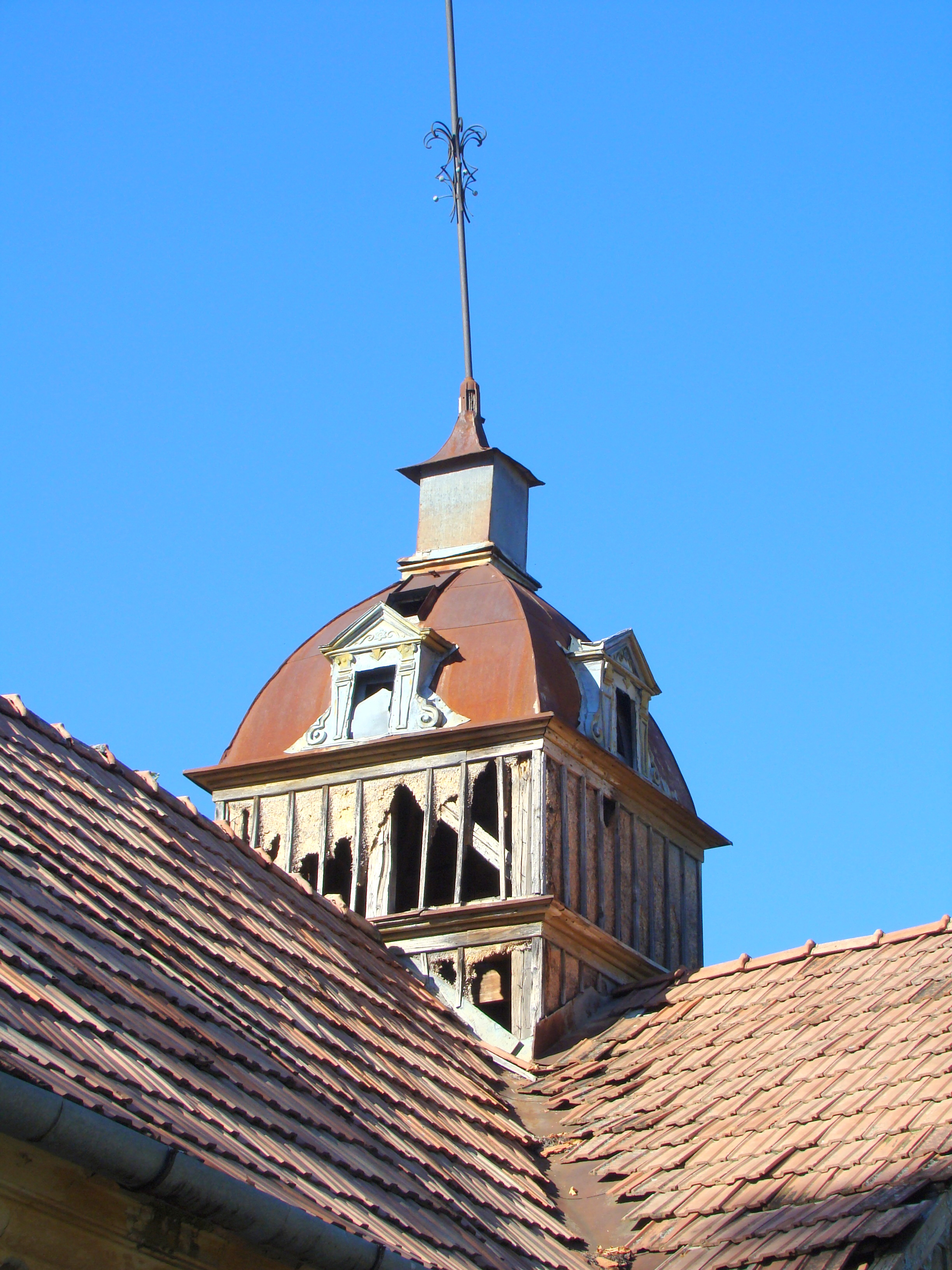
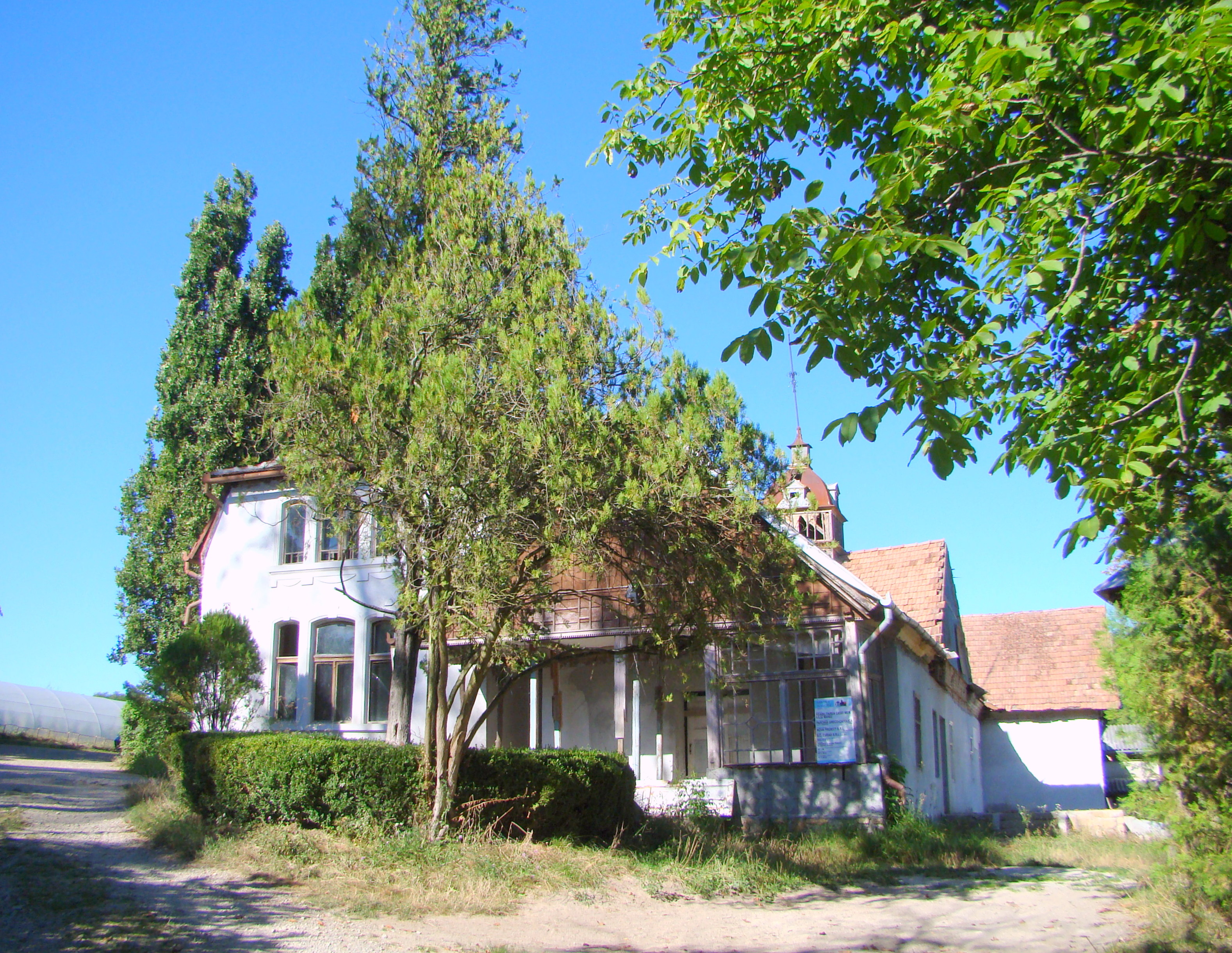
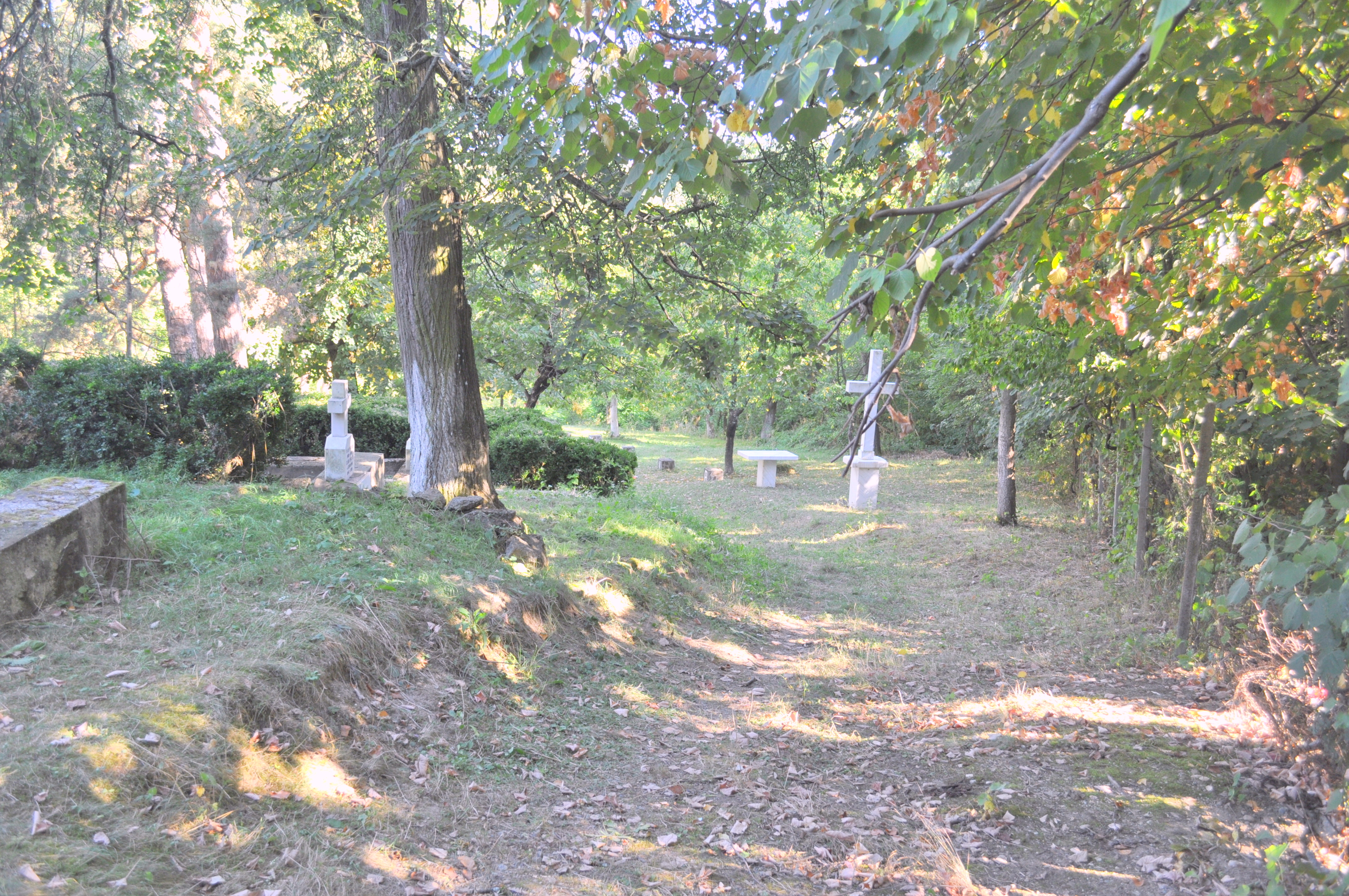

## Muzeul „Iuliu Maniu” din Bădăcin aflat la demisolul bisericii greco-catolice „Întâmpinarea Domnului"

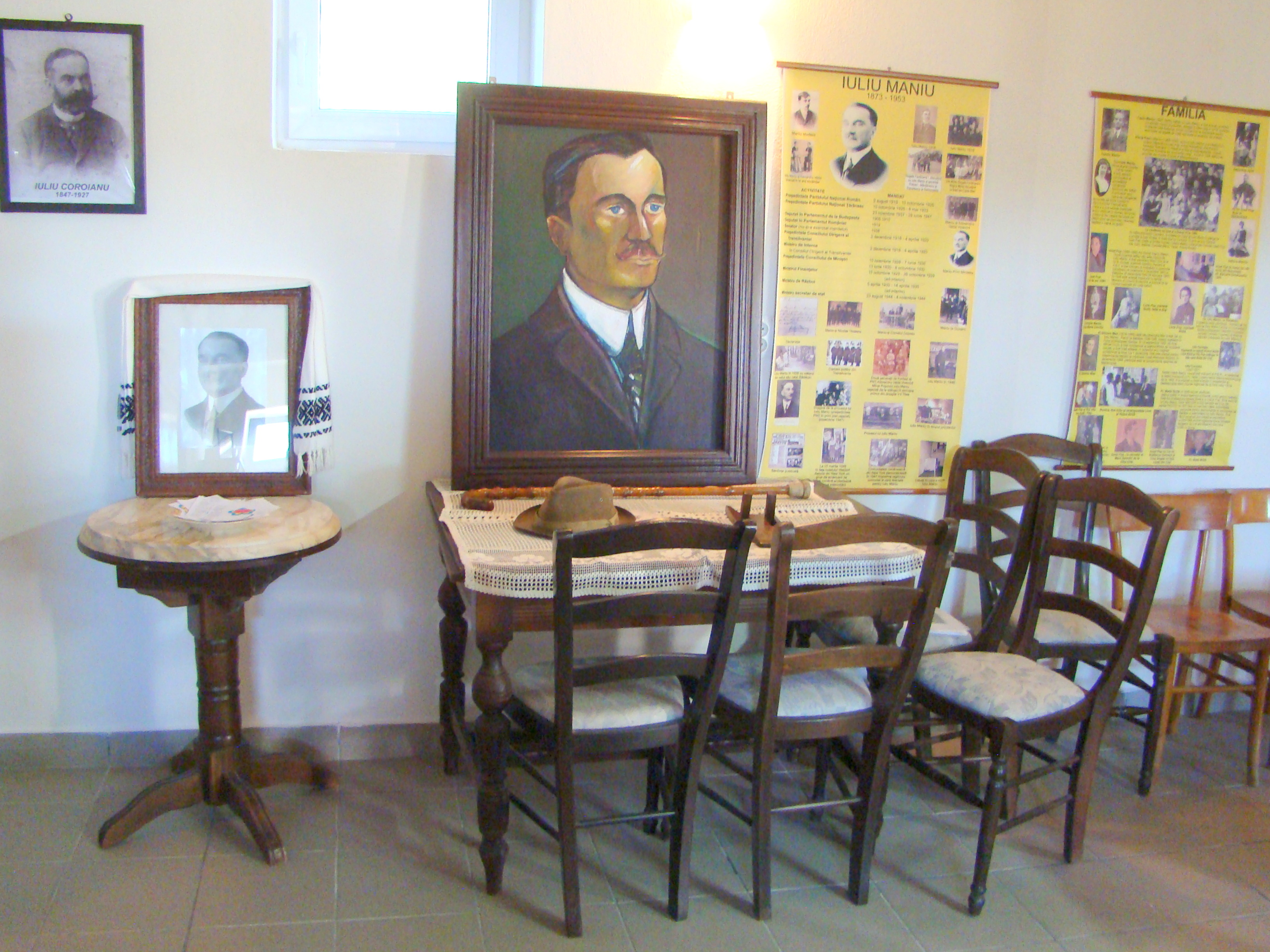
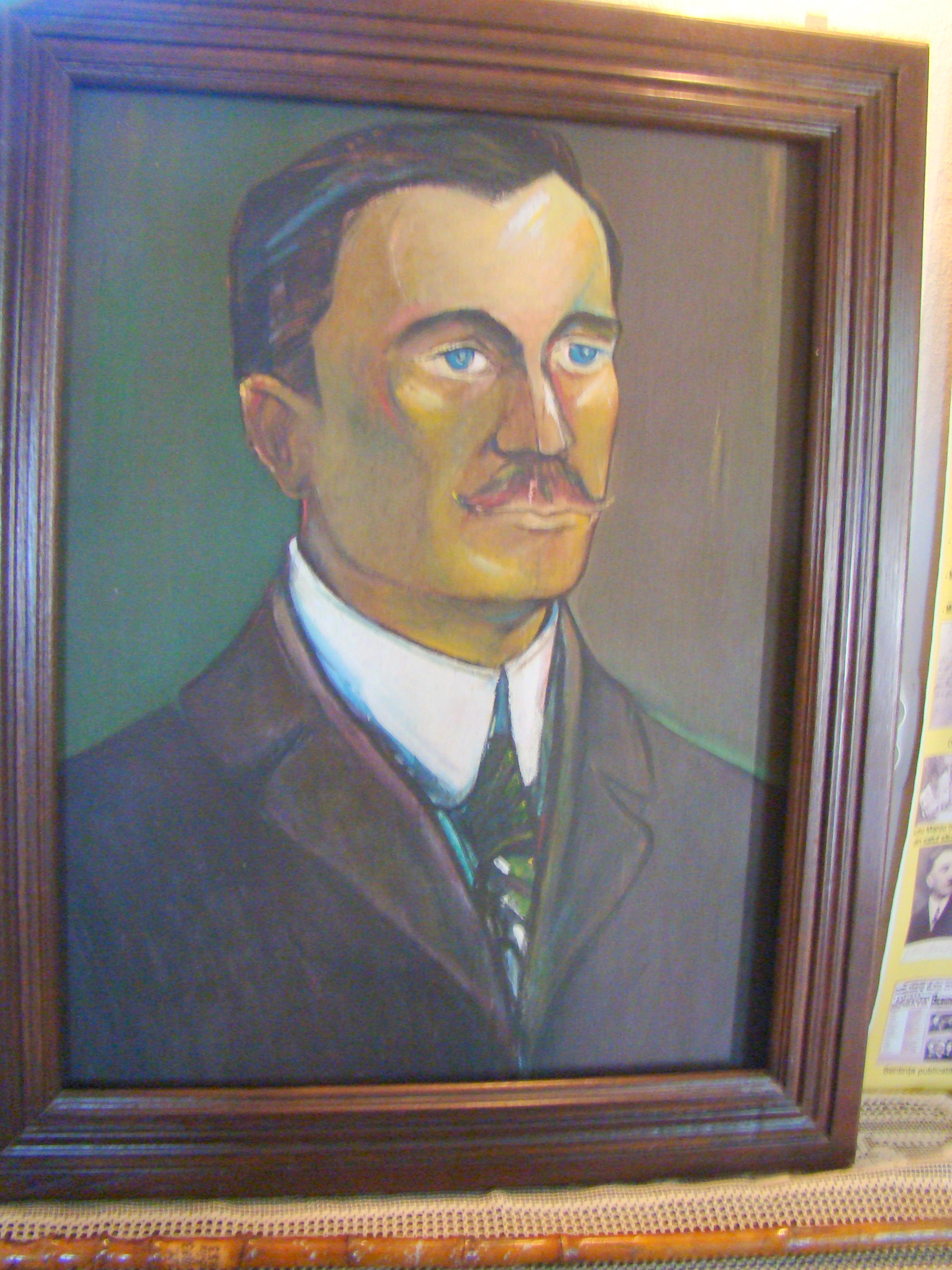
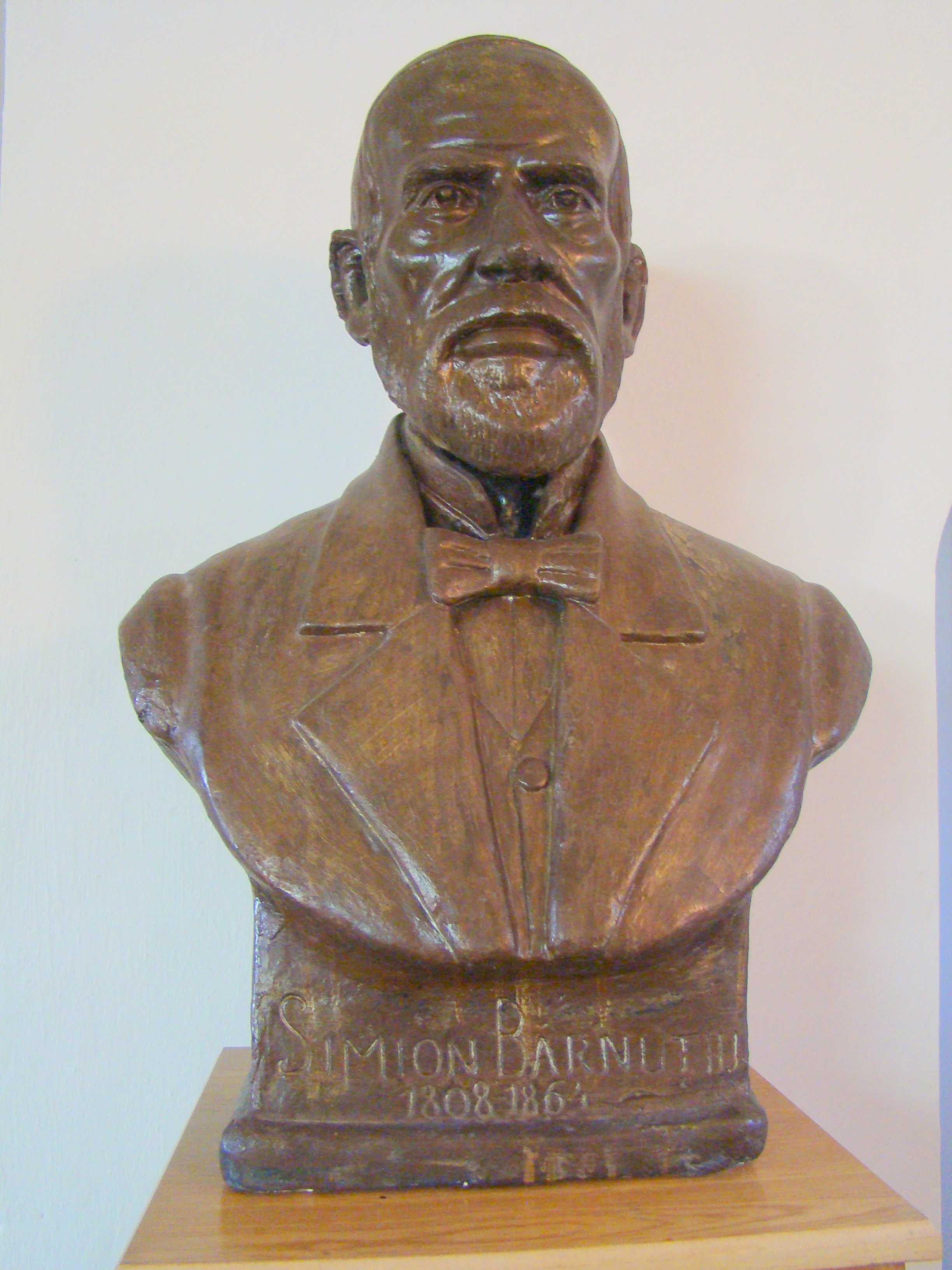
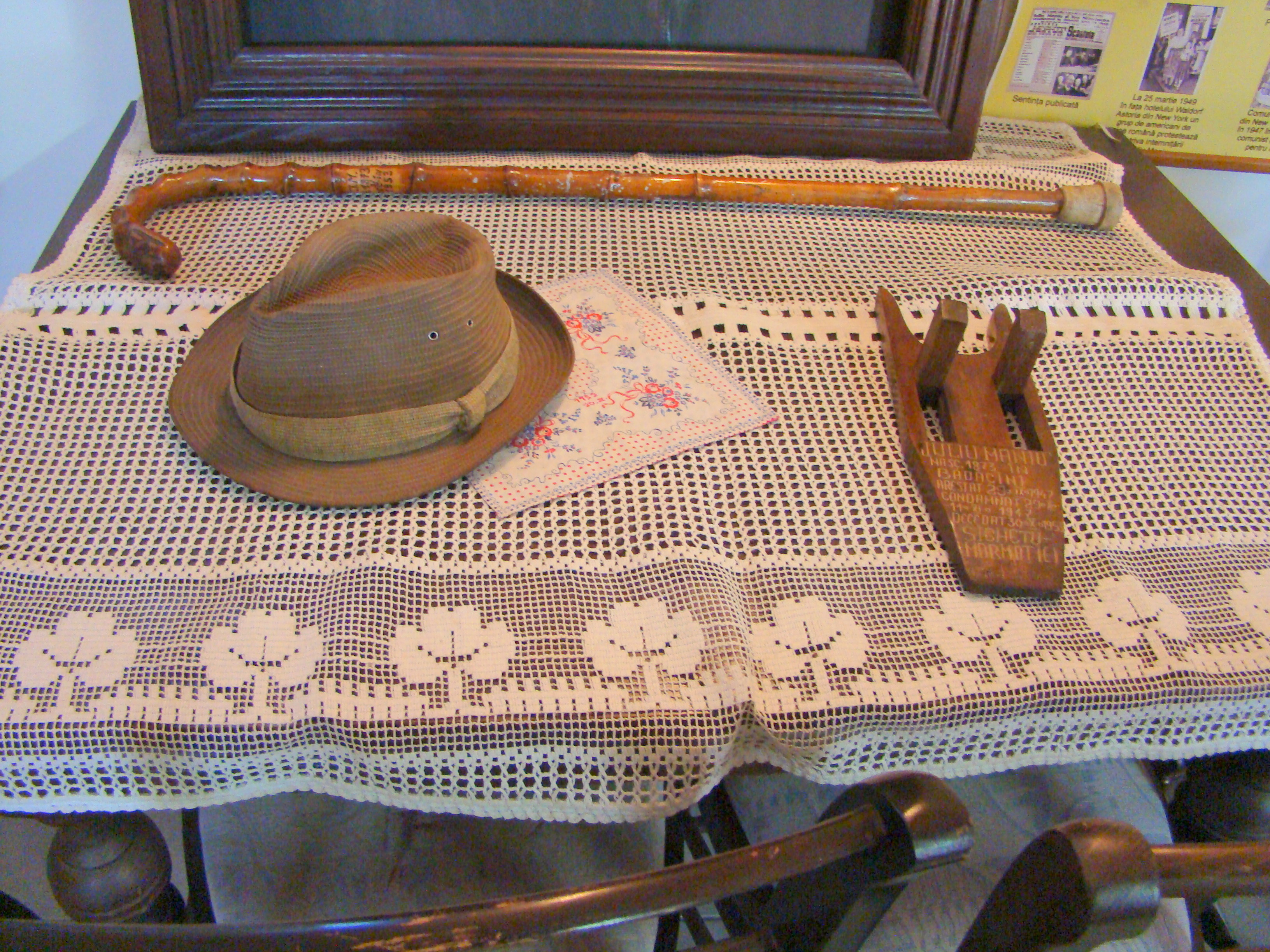
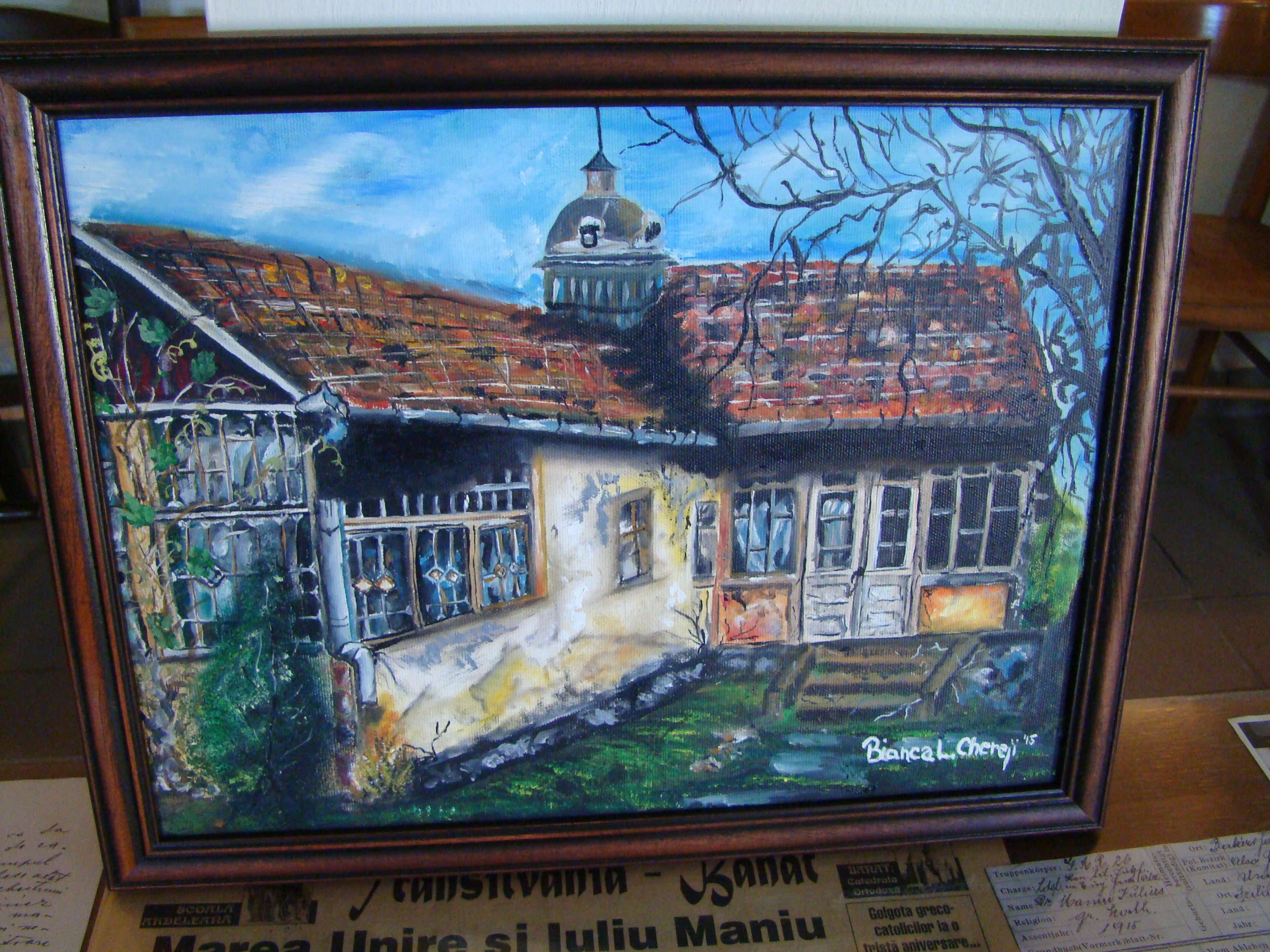
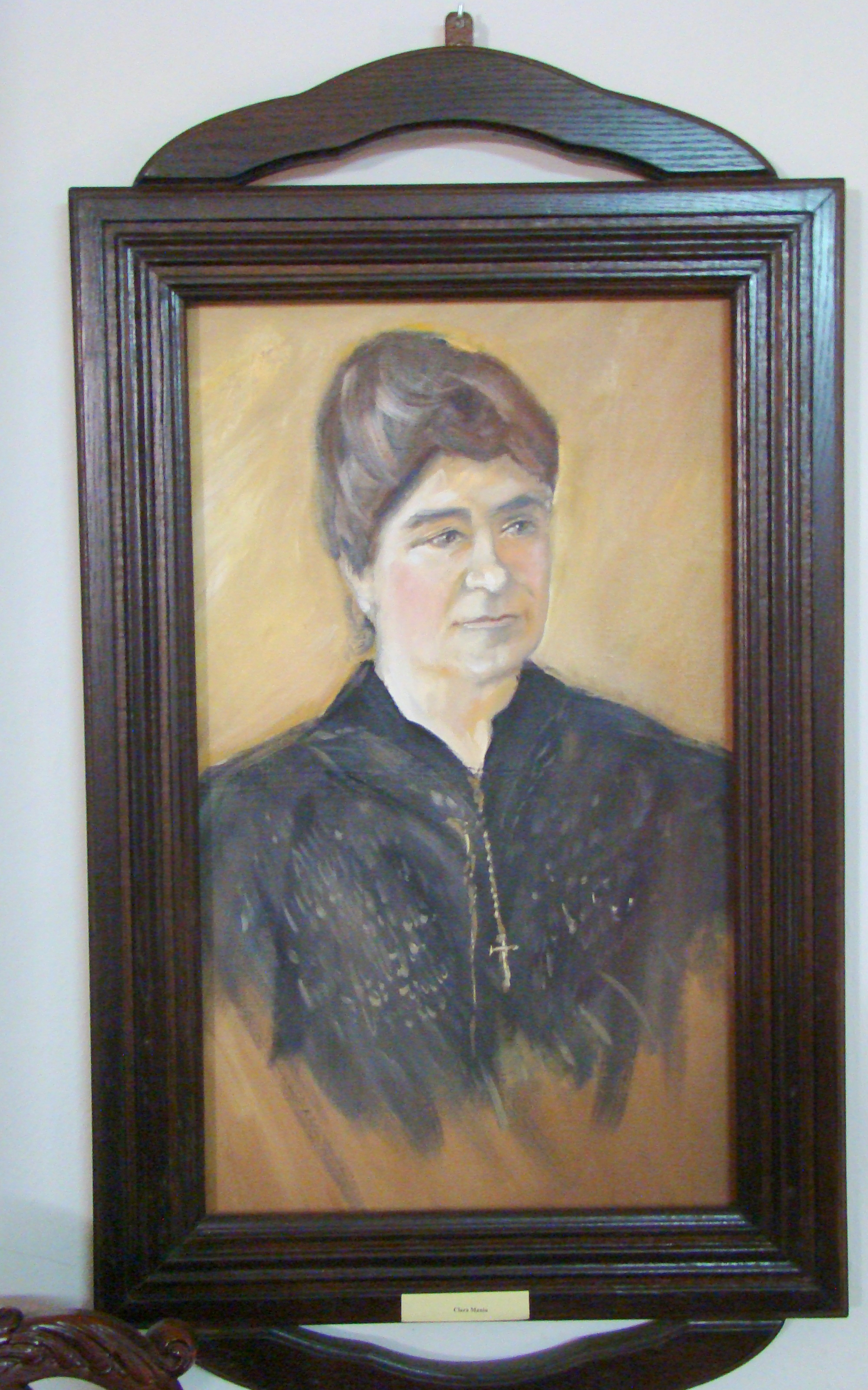
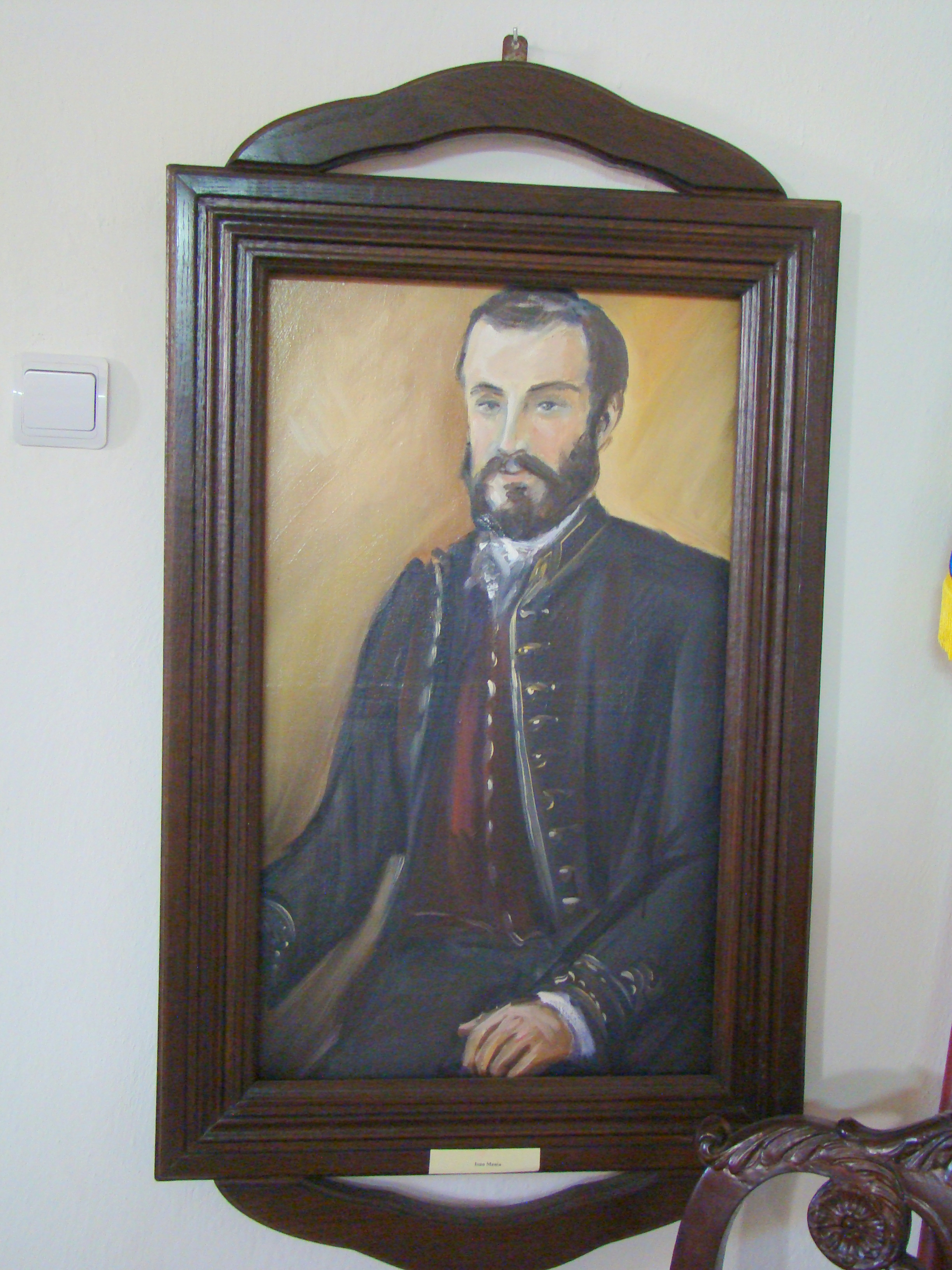
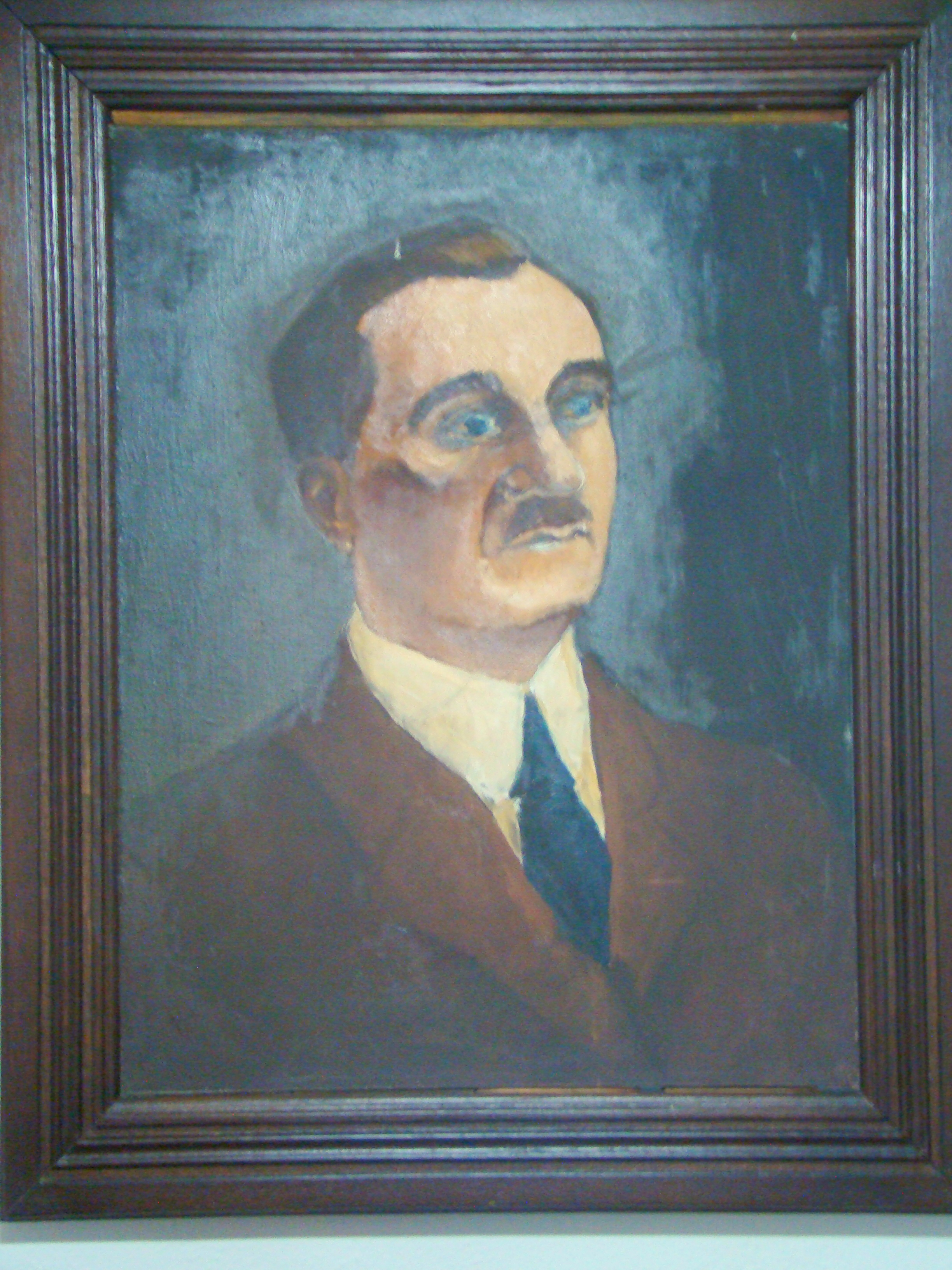
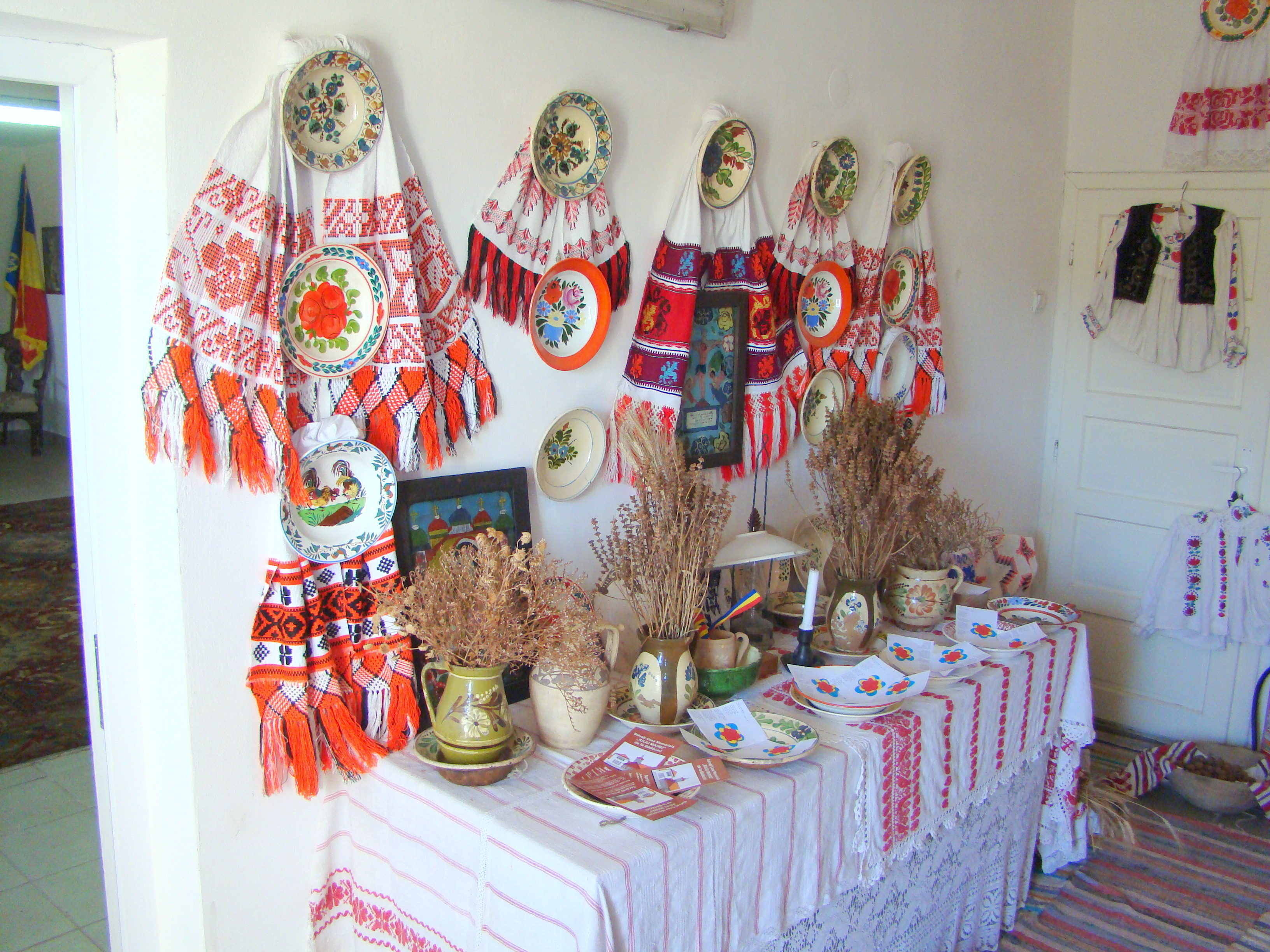
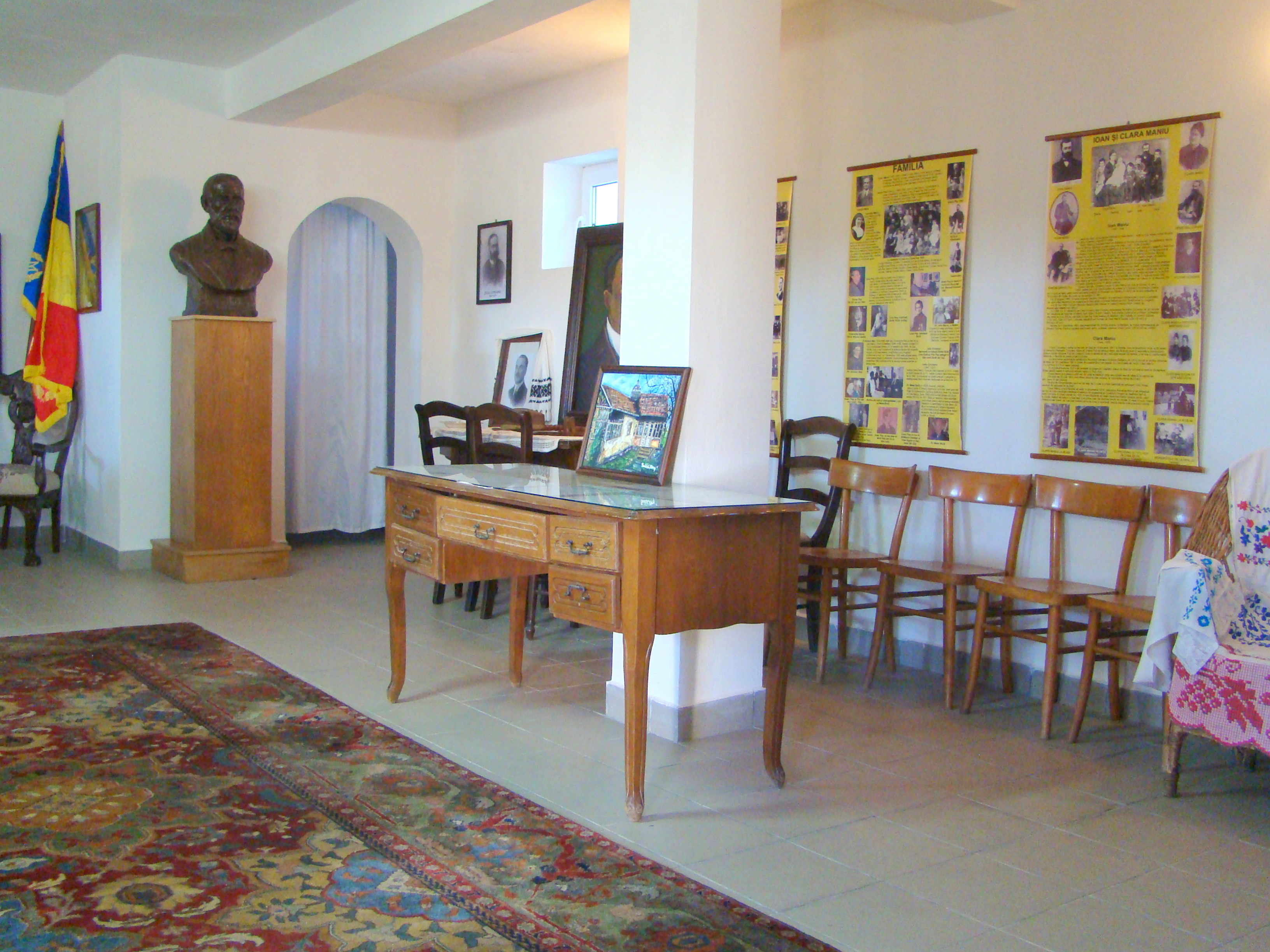
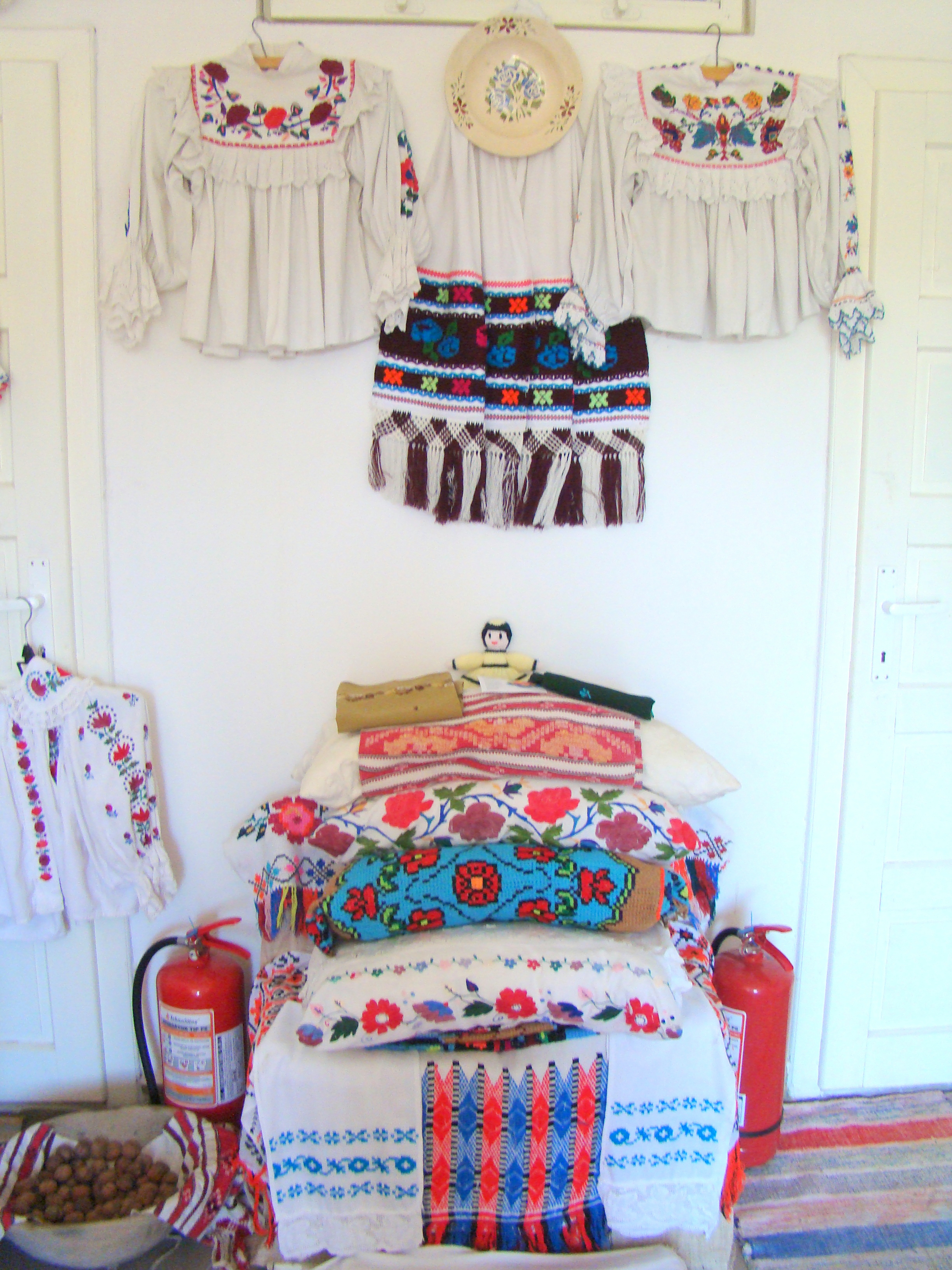
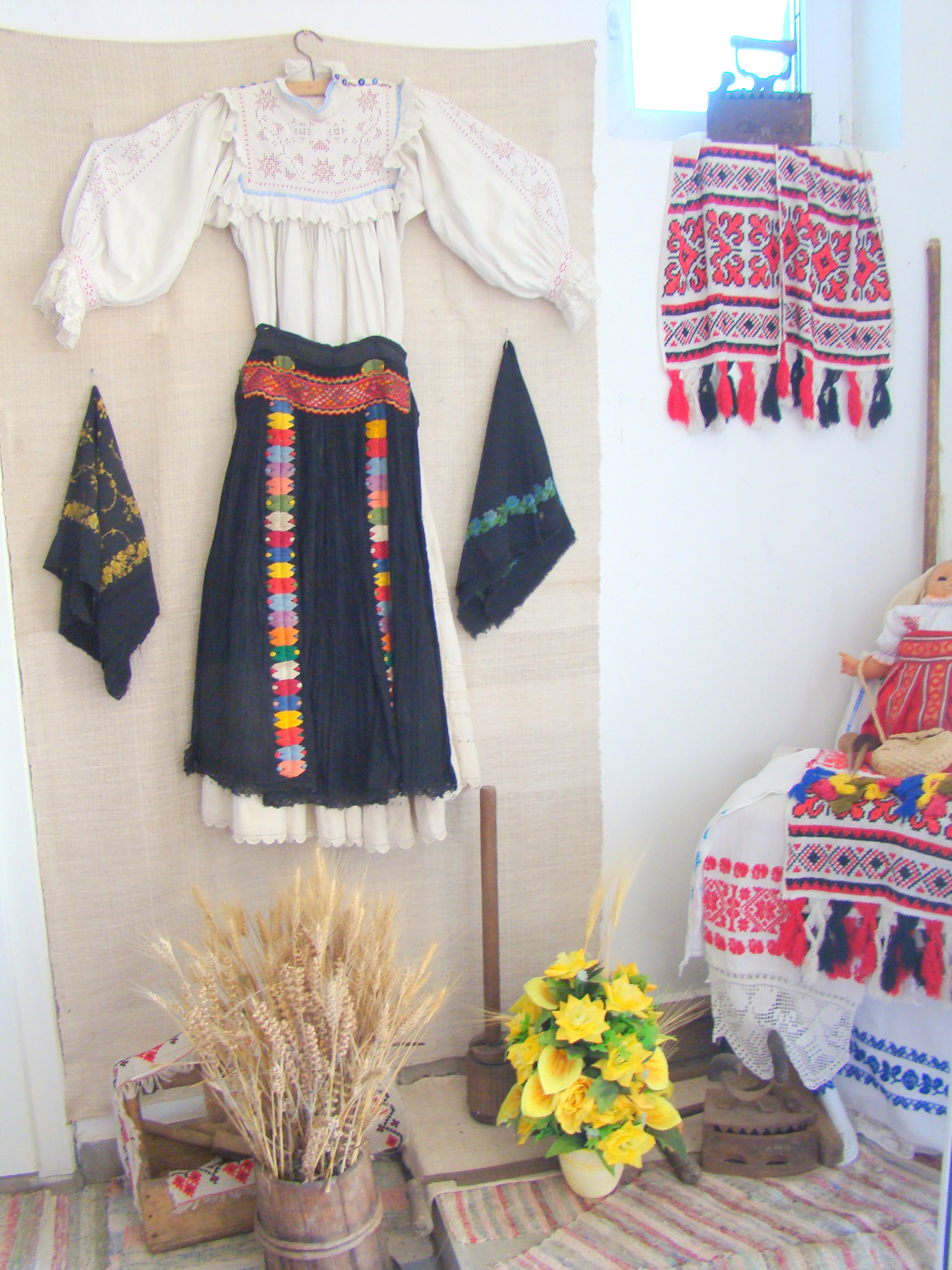
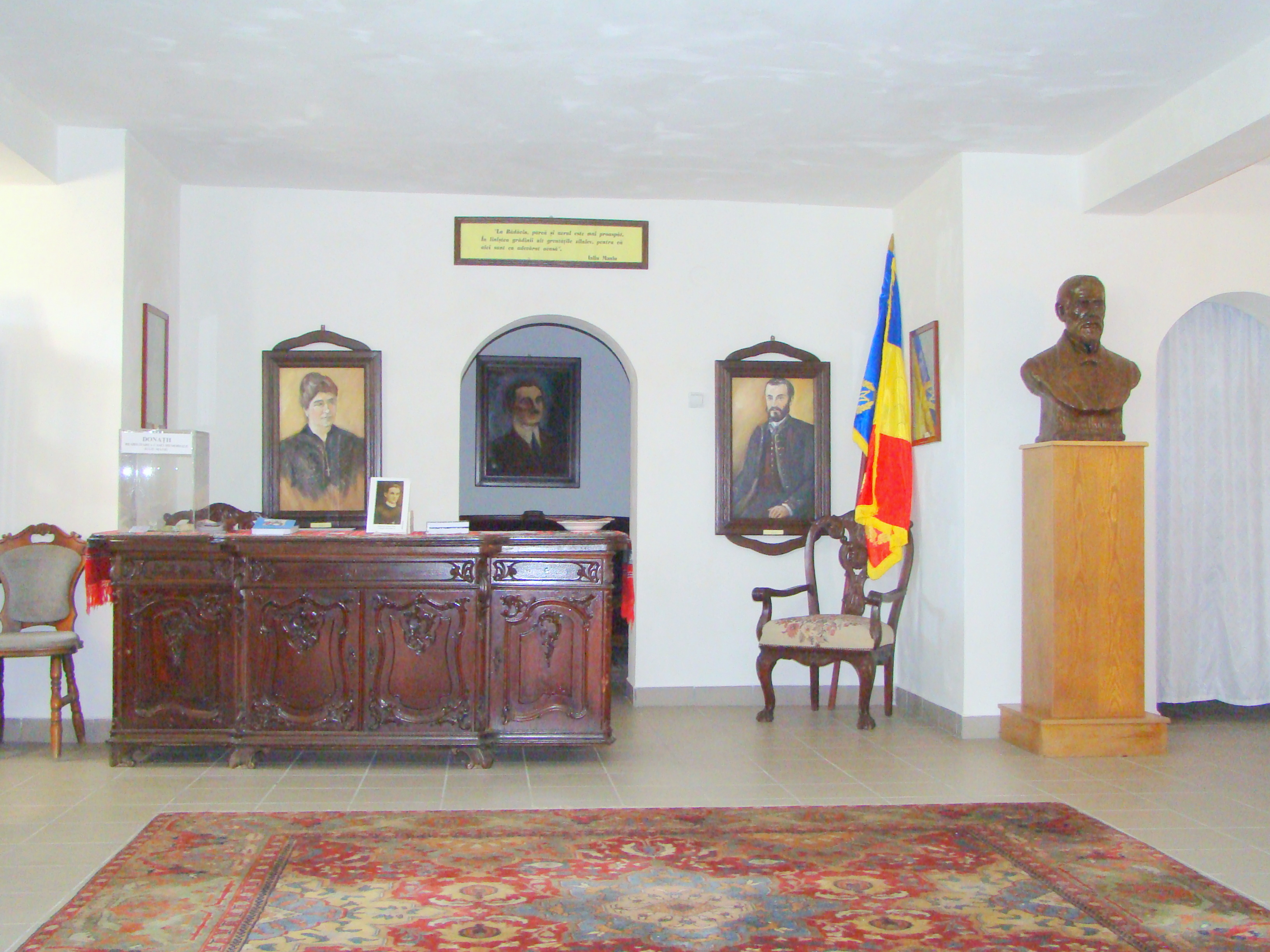
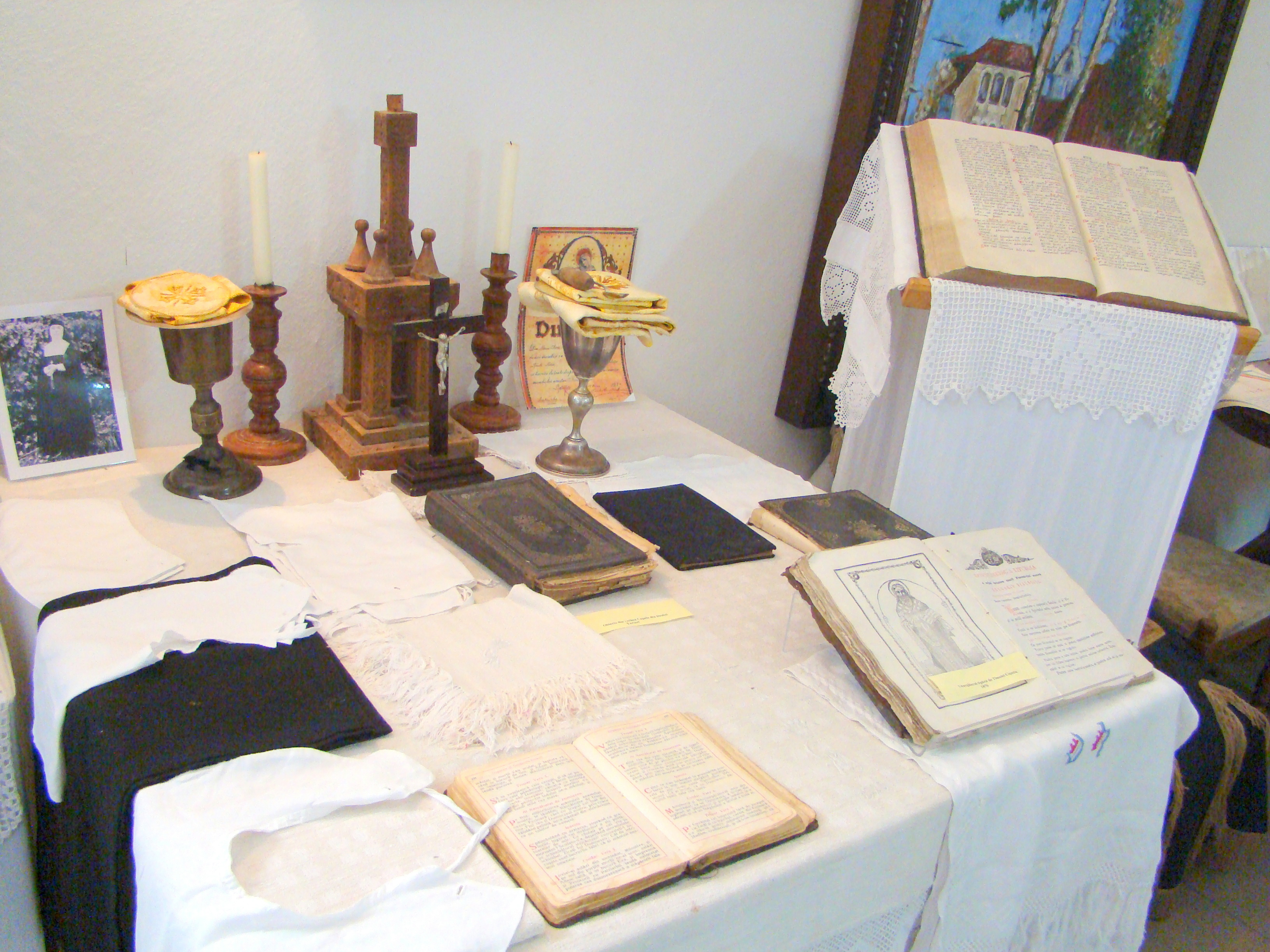
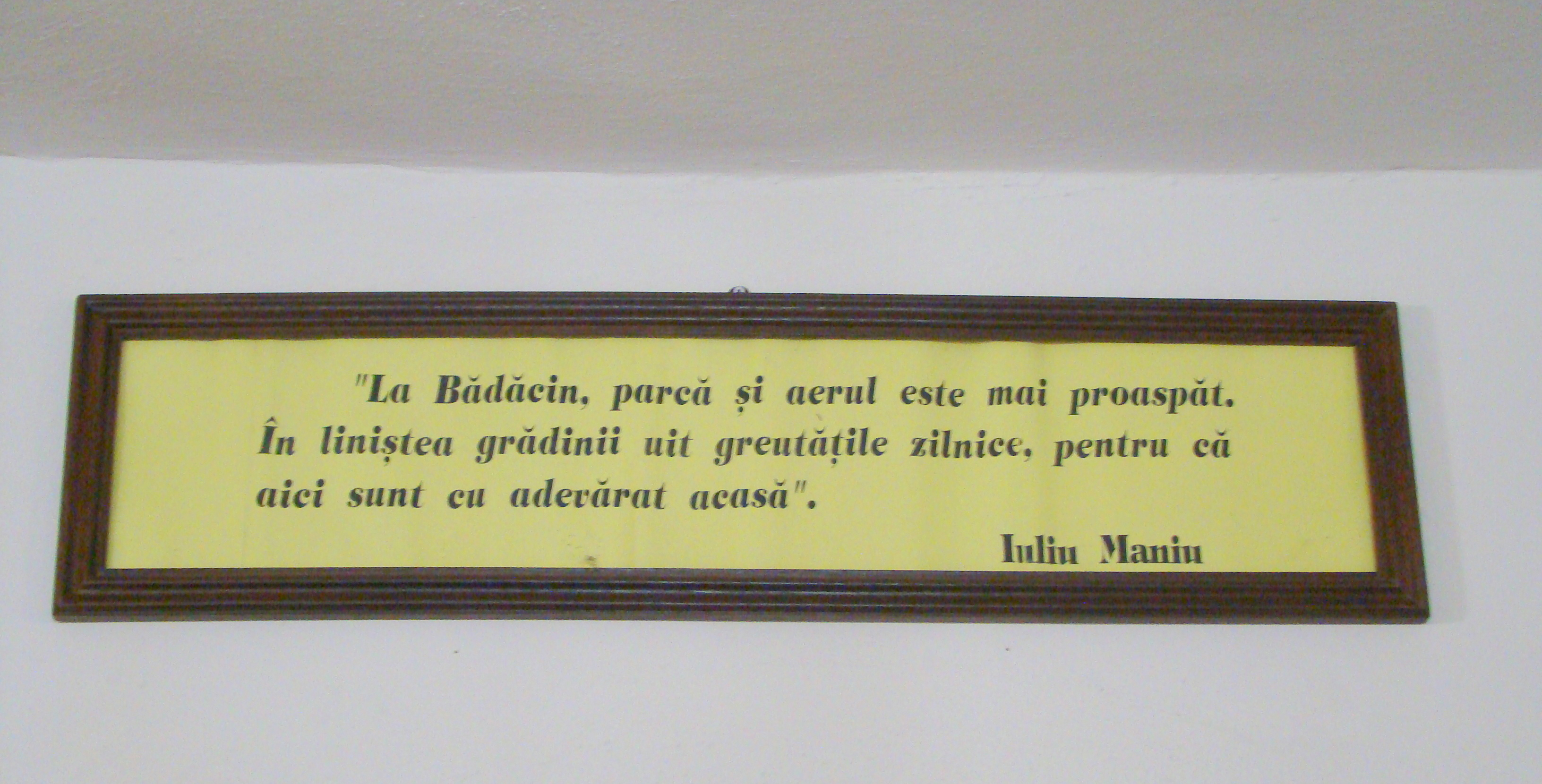
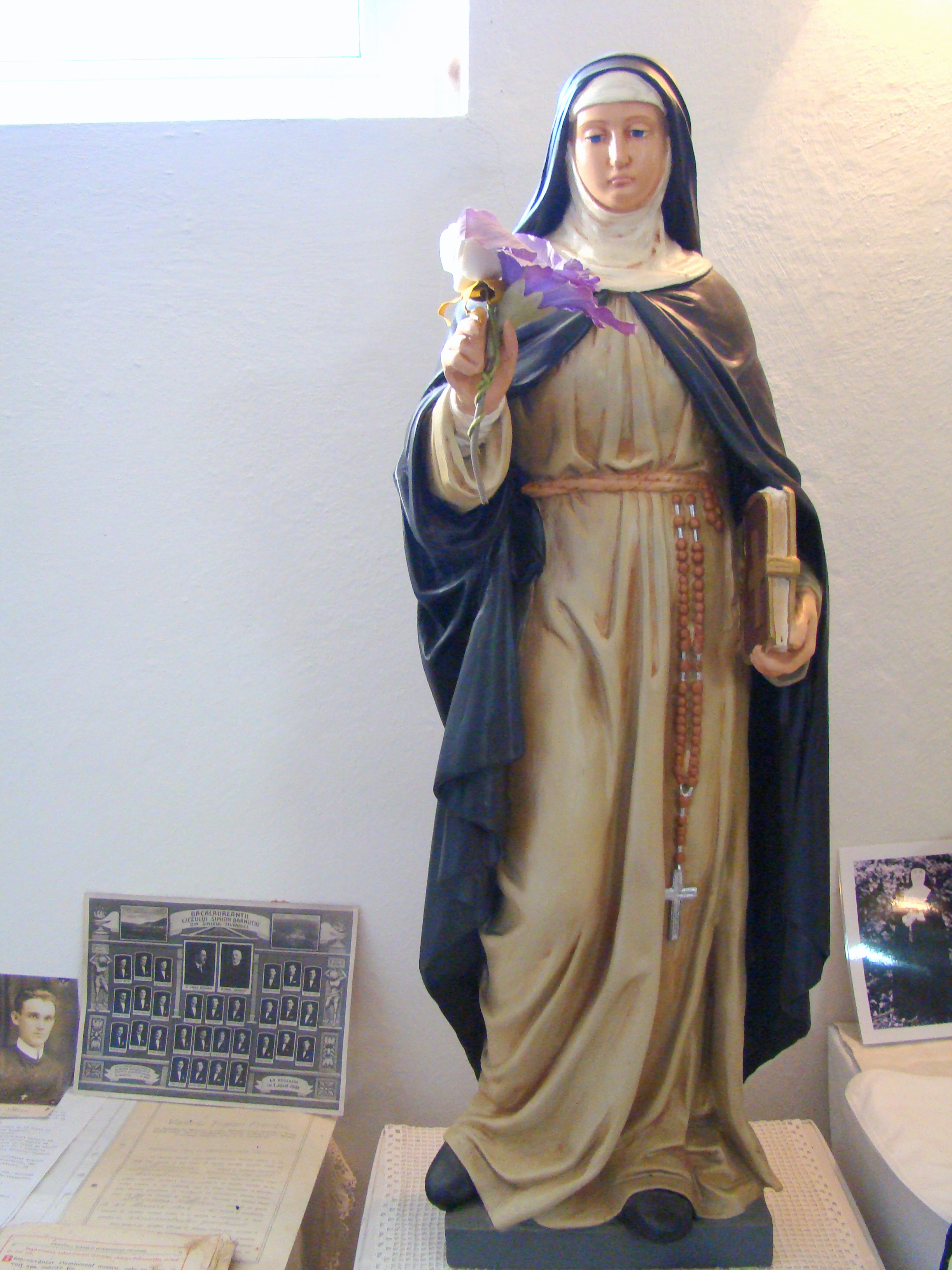

## Legături externe
- Monumente istorice din România-Fișă și localizare de monument